# رايموند دانيلز
رايموند دانيلز (بالإنجليزية: Raymond Daniels) هو لاعب كاراتيه أمريكي، ولد في 29 أبريل 1980 في Sun Valley, Los Angeles ‏ في الولايات المتحدة.

## وصلات خارجية
- رايموند دانيلز على موقع بوكس ريك (الإنجليزية) (registration required)
- رايموند دانيلز على موقع بيلاتور (الإنجليزية)
- رايموند دانيلز على موقع شيردوغ (الإنجليزية)
- رايموند دانيلز على موقع IMDb (الإنجليزية)